# 王永钧
王永钧（1935年1月—），男，汉族，浙江杭州人，中国中西医结合肾病专家，杭州市中医院肾内科主任中医师，博士生导师。第四届国医大师。